# Lorancameryx pachyostoticus
La lorancamerice (Lorancameryx pachyostoticus) è un mammifero artiodattilo estinto, vicino all'origine dei giraffidi. Visse nel Miocene inferiore (circa 19 milioni di anni fa) e i suoi resti fossili sono stati ritrovati in Spagna.

## Descrizione
Questo animale era molto diverso dalle giraffe attuali (ad esempio non possedeva in caratteristico collo allungato), ma era già dotato di appendici frontali ben sviluppate (ossiconi), presenti solo nei maschi. Le zampe erano robuste e pesanti, dotate di ossa pachiostotiche, al contrario di quelle dell'affine Teruelia che le possedeva invece snelle e sottili. Come molti giraffoidi basali, Lorancameryx era dotato di caratteristiche primitive, come la presenza di canini superiori, ed era sprovvisto di altri caratteri tipici dei giraffidi attuali, come i canini inferiori bilobati. 

## Classificazione
Descritto per la prima volta nel 1993, Lorancameryx è stato ritrovato in Spagna in terreni dell'inizio del Miocene. I fossili provengono dalla zona di Loranca. Lorancameryx e l'affine Teruelia sono assai simili ad altri animali più o meno coevi o leggermente più antichi, come Progiraffa, i cui fossili sono stati ritrovati in Pakistan. Questi animali, provenienti dall'Asia, rappresentano il primo ceppo di giraffoidi, dal quale si sono poi originati i giraffidi veri e propri. 

## Paleobiologia
Lo studio della prima descrizione di Lorancameryx ha inoltre indagato sull'accumulo di tessuto osseo in alcuni artiodattili, tra cui le ossa delle zampe di Lorancameryx. L'ipotesi è che tutti questi depositi ossei "anormali" sono semplicemente diverse strategie per mantenere le relazioni corpo/scheletro relativamente costanti in specie che subiscono marcate fluttuazioni stagionali del peso corporeo. L'insorgenza di marcata stagionalità verso la fine del periodo Miocene inferiore sembra essere stata la spinta per l'evoluzione indipendente di appendici craniche ossee in almeno 7 linee di ruminanti e delle ossa degli arti pachiostotici in Lorancameryx.